# عيوة (الرقة)
عيوة قرية سورية تتبع ناحية سلوك في منطقة تل أبيض في محافظة الرقة. بلغ عدد سكانها 1009 نسمة في عام 2004 حسب إحصاء المكتب المركزي للإحصاء.